# Partulina crassa
Partulina crassa е изчезнал вид коремоного от семейство Хавайски дървесни охлюви (Achatinellidae).

## Разпространение
Видът е бил ендемичен за Хаваите в САЩ.